# Puente de las Herrerías
El puente de las Herrerías es un puente situado en las cercanías del nacimiento del río Guadalquivir, en Quesada, provincia de Jaén. Está declarado Bien de Interés Cultural.

## Descripción
Consiste en una pequeña obra de fábrica, realizada en sillería de piedra caliza, en buen estado de conservación. Posee una bóveda única, con embocadura de doble rosca y estribos con aleta en rosca. Posee una imposta constituida por una hilada de sillares resaltados, y pretiles sobre rasante. La luz del arco, es de 6,8 m.
Destaca la cuidada labra y la homogeneidad de su fábrica de sillería, así como la integración en el entorno.

## Leyenda sobre su origen
Existe una leyenda popular sobre el origen de este puente, según la cual fue construido por los caballeros de Isabel la Católica en una sola noche. La reina iba en campaña a la conquista de Baza y habiendo salido por la mañana de Quesada hizo noche en el paraje donde ahora se encuentra el puente. Como el río bajaba crecido por las lluvias de otoño y siendo imposible vadearlo, los caballeros del séquito de la reina construyeron durante esa noche este puente.
También se cuenta que a lo largo de esa noche, los caballeros herraron los caballos al revés para confundir el sentido de la marcha a los moros que venían persiguiendo a la Reina.